# Czakó Julianna
Czakó Julianna (Győr, 1987. december 9. –) Domján Edit-díjas magyar színésznő.

## Életrajz
„Sokszor a színpadon is azokat a szerepeket kell eljátszanod, amiket az életben. Minden egy szerep: anya , a feleség és a szerető is. Ezeket kell okosan a színpadra vinni” – mondta a színjátszásról Czakó Julianna egy még a végzős egyetemi éve alatt Miskolcon készült interjúban. 
Győrben született és a helyi Kazinczy Ferenc Gimnáziumban érettségizett, mellette a Győri Nemzeti Színház stúdiójának növendéke is volt. Főiskolai tanulmányait a Kaposvári Egyetemen, Rusznyák Gábor osztályában végezte el. Már a főiskola idején először Kaposváron, majd 2013-2023 között a Miskolci Nemzeti Színház társulati tagja, de Budapesten is kapott szerepeket. 2023-tól a Thália Színház színésznője.

### Magánélete
Férje Görög László színművész. 2017-ben született meg kislányuk, Gizella Eliza.

## Színházi szerepei
- Sprince ( John Williams- Jerry Bock: Hegedűs a háztetőn)
- Csizmás Kandúr (Korcsmáros- Tömöry: Csizmás Kandúr)
- Hazel (Ivine Wheles, Harry Gibson: Trainspotting)
- Tatjana (Puskin, Pass Andrea: Anyegin)
- Anya (Kárpáti Pál: Ottmaradtak)
- Michaela ( Bizet, Kárpáti Pál: Egy Carmen)
- Angyalka ( Molière: Dandin György)
- Zsuzsi ( Lajtay- Békeff: Régi nyár)
- Nell Gwyn (April De Angelis Szinházi Bestiák)
- Anna (Háy- Lovasi:A kéz)
- Zója (Boross Martin:36ok Mu színház)
- Angyalka (Molière: Dandin György )
- Ágika (Örkény István: Tóték)
- Etelka (Pintér Béla,  Darvas Benedek: Parasztopera)
- Évi (Csed Dávid: Fenevadak)
- Szemtelen Elza (Molnár Ferenc: Az ördög)
- Eliza Doolitle (G.B.Shaw-Alan Jay Lerner: My fair lady)
- Mrs. Martin(Ionesco: Kopasz énekesnő)
- Sophie Renaux (Feydeau: Kézről kézre)
- Nyina (Csehov: Sirály)
- Marianna (Deres Péter: Robin Hood)
- Éva (Kleist: Az eltört korsó)
- Anni (Esemann-Halász- Békeffi: Egy csók és más semmi)
- Jelena (Csehov: Ványa bácsi)
- Lucia, Topáz felügyelő (Michael Ende: Momo)
- Juli (Molnár Ferenc: Lilliom)
- Annus (Móricz Zsigmond: Kivilágos Kivirradtig)
- Hírnök (Euripidészː Bakhánsnők)
- Lucienne (Feydeau: A hülyéje)
- Annie (Molnár Ferenc: Játék a kastélyban)
- Nóra (Ibsenː Babaház / Nóra)
- Finum Rózsi, mondhatni menyecske (Tóth Edeː A falu rossza)
- Marcsa (Szirmai-Bakonyi-Gáborː Mágnás Miska)
- Lukács Antónia (Szomory Dezsőː Hermelin)
- Elmira, Orgon felesége (Moliéreː Tartuffe)
- Ulla (Brooks-Mehanː Producerek)
- Ráth Zsuzsa (Francia rúdugrás)
- Hippolyta, Amazonkirálynő, és Titania, Tündérkirályné (Shakespeareː SzentivánéjiÁ!)
- Juliette, színésznő, Brissard szerelmese (Lehárː Luxemburg grófja)
- Honey (Albeeː Nem félünk a farkastól)
- Roxán (Rostandː Cyrano)
- Mása (Csehovː Három nővér)
- Sally Bowles (Masteroff-Kander-Ebbː Kabaré)
- Roxie Hart (Fosse-Kander-Ebbː Chicago)

## Díjai és kitüntetései
- Junior Prima-díj (2017)[4]
- Domján Edit-díj (2019)[5]